# MiniZ

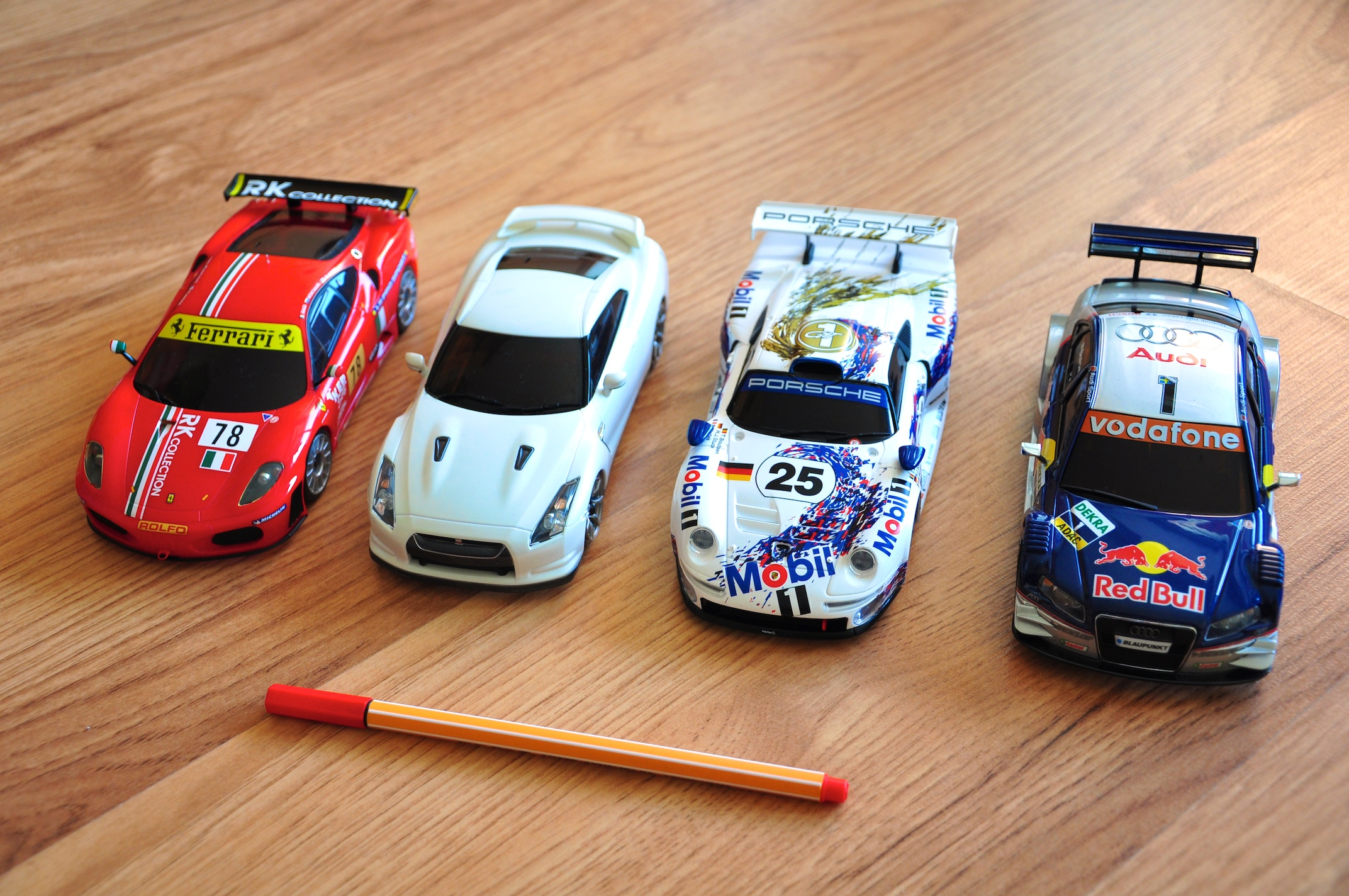
Quatre MiniZ

Les Mini-Z sont des voitures radio-commandées à l'échelle 1:28 créées et fabriquées par la société japonaise Kyosho. Bien qu'à première vue on pourrait les prendre pour de simples jouets par l'apparence « plastique » du châssis, il s'agit d'une catégorie du modélisme auto à part entière, et même une des catégories les moins onéreuses. La voiture est le plus souvent livrée en kit RTR (prête à rouler) avec sa radiocommande basique (type « pistolet » avec volant sur le côté), et il ne manque plus qu'à rajouter des piles ou accumulateurs pour la faire rouler.
Comme dans les échelles plus grandes, la Mini-Z est « toutes fonctions » (avant et arrière, gauche et droite, et même un frein électronique) et on dispose de commandes totalement proportionnelles grâce à un variateur électronique intégré à la platine de réception. Une suspension sommaire est également intégrée au châssis, inspirée de certains modèles des voitures « Groupe-C » 1/12, à savoir un système à ressorts pour l'avant et pour l'arrière une plaque flexible en forme de H ou de T qui fait la jonction avec le train arrière. La motorisation est assurée par un petit moteur électrique de type 130 ou Brushless, et la transmission est équipée d'un différentiel à pignon ou à billes.
Par le faible coût de la catégorie comparé aux échelles supérieures et un choix de carrosseries interchangeables grandissant, la Mini-Z prend de l'essor et de plus en plus de courses s'organisent.

## La gamme
- Première génération : MR-01[1]
- Première génération agrémentée d'un sauve-servo : MR-15[2]
- Seconde génération accus à plat pour baisser le centre de gravité et munie d'un sauve-servo : MR-02[3]
- Version 4 roues motrices MA-010, MA-015 sortie en décembre 2005 : AWD
- Nouvelle AWD en 2014 : la MA-020 avec une suspension triangulée comme la MR03[4]
- Nouvelle version née fin 2009 : La mini-z MR03 2 roues motrices.
- Extension de la gamme en 2013 : MR03 Sports, avec une électronique Kyosho.
- Puis suivi de la MR 03 VE équipée d'un moteur Brushless et d'une nouvelle platine électronique (lancement en 2013).
- Mini Monster Truck : Monster[5]
- Overland (MV01)[6]
- F1 (MF010, puis MF015)[7]
- Buggy (MB-010)[8], et Comic Racer (MB-011), une carrosserie de rallye basée sur le châssis du buggy[9].
- Moto (MC01)
- Bateau (Mini-Z Boat)

## Améliorations
La totalité des pièces peut être changée et souvent améliorée. Les améliorations les plus courantes sont le changement des pneus, du moteur, des FET (Field effect transistor ou transistor à effet de champ), des roulements, du support moteur (pod), de l'amortisseur, du train avant et de la direction. Bien sûr, les carrosseries de différents modèles de voitures de sport sont les plus appréciées, mais sont également disponibles des voitures plus classiques. Des modifications personnelles sont également possibles, comme des pièces fabriquées à l'aide de l'impression 3D.